# Friula wallacei
Friula wallacei O. P.-Cambridge, 1896 è un ragno appartenente alla famiglia Araneidae.
È l'unica specie nota del genere Friula.

## Etimologia
Il nome proprio della specie è in onore del dottor A. R. Wallace che raccolse l'esemplare nei pressi di Sarawak alcuni anni prima della descrizione

## Distribuzione
La specie è stata rinvenuta in Borneo.

## Tassonomia
La denominazione presente sul lavoro originale, a pag.1009, è Friula wallacii, da considerarsi un refuso.
Dal 1896 non sono stati esaminati altri esemplari, né sono state descritte sottospecie al 2014.